# Brevbok
Brevbok var en enligt kunglig förordning av 4 maj 1855 föreskriven bok, där var bokföringsskyldig skulle införa avskrifter (kopior) på alla avsända brev.
Med bokföringslagen 31 maj 1929 försvann föreskrifterna om brevbok, i stället infördes bestämmelser om förvarande av ankommande brev och handlingar samt kopior på handlingar som avsänds.